# Diocèse de Plasencia
Le diocèse de Plasencia (en latin : Dioecesis Placentina in Hispania ; en espagnol : Diócesis de Plasencia) est un diocèse de l'Église catholique en Espagne, suffragant de l'archidiocèse de Mérida-Badajoz.

## Histoire
Le diocèse est érigé par le pape Clément III en 1189 à la demande du roi Alphonse VIII de Castille, bien que la bulle pontificale d'origine n'ait pas été conservée, le texte intégral se trouve dans un écrit postérieur d'Honorius III du 14 novembre 1221 qui confirme la création de l'évêché. À l'origine, ce diocèse est suffragant de l'archidiocèse de Saint-Jacques-de-Compostelle alors que celui de Mérida est sous la domination des musulmans. Le concordat de 1851 attribue le diocèse à l'archidiocèse de Tolède. En 1994, Jean-Paul II crée la province ecclésiastique de Mérida-Badajoz dont dépendent aujourd'hui le diocèse de Coria-Cáceres et celui de Plasencia.

## Territoire

Carte des diocèses d'Espagne avec le diocèse de Plasencia en rouge.

Suffragant de l'archidiocèse de Mérida-Badajoz, le diocèse a son évêché à Plasencia où se trouve la cathédrale de l'Assomption et possède un territoire de 10 354 km2 qui comprend 201 paroisses regroupées en 13 archidiaconés (2024).
Le diocèse est situé partiellement dans trois provinces dont la plus grande partie se trouve dans la province de Caceres ; une partie de la province de Badajoz avec la comarque de Vegas Altas (sauf Don Álvaro, San Pedro de Mérida, Valverde de Mérida, Villagonzalo, Villanueva de la Serena de l'archidiocèse de Mérida-Badajoz) et une parcelle de la province de Salamanque avec une partie des comarques de Sierra de Béjar (communes de Béjar, La Cabeza de Béjar, Candelario, Cantagallo, Fresnedoso, Fuentes de Béjar, La Hoya, Ledrada, Navacarros, Nava de Béjar, Navalmoral de Béjar, Peromingo, Puebla de San Medel, Puerto de Béjar, Sanchotello, Santibáñez de Béjar, Sorihuela, Valdelacasa, Vallejera de Riofrío, Valverde de Valdelacasa) et de celle de Alto Tormes (communes de Navamorales, Puente del Congosto El Tejado), l'autre partie de ces comarques est dans le diocèse de Salamanque.

## Source
- (es) Cet article est partiellement ou en totalité issu de l’article de Wikipédia en espagnol intitulé « Diócesis de Plasencia » (voir la liste des auteurs).

### Article lié
- Diocèses et archidiocèses d'Espagne